# 諸葛志潤
諸葛志潤（ZHUGE ZHIRUN）（ツーク・ツージュン）は、中国三国時代の天才的軍師・諸葛亮（191年～234年）の直系子孫で画家。

## 経歴
- 1989年10月 水墨画個展：「有隣堂」
- 1989年11月 藤沢市に絵画の寄贈：中国昆明市の代表的な観光地、「滇池（テン池）」の湖畔と西山の龍門へ続く石段を描いた風景画
- 1989年12月 個展：「ユーリンファボリー」
- 1989年12月 水墨画個展：「さかい屋　川崎店」